# For ourself 〜Single History〜
『For ourself 〜Single History〜』（フォー・アワセルフ シングル・ヒストリー）は、平家みちよのベスト・アルバム。2000年9月13日発売。発売元はワーナーミュージック・ジャパン。

## 収録曲
1. GET [4:04]
作詞：つんく、作曲・編曲：はたけ
2. 卒業 〜TOP OF THE WORLD〜 [3:04]
作詞：ジョン・ベティス、日本語詞：まこと、作曲：リチャード・カーペンター、編曲：はたけ
3. ダイキライ [4:23]
作詞：牧穂エミ、作曲・編曲：はたけ
4. だけど 愛しすぎて (Mix for Single) [3:42]
作詞：牧穂エミ、作曲・編曲：はたけ
5. アナタの夢になりたい [3:37]
作詞：牧穂エミ、作曲・編曲：はたけ
6. scene [3:57]
作詞：平家みちよ、作曲・編曲：はたけ
7. myself (Unreleased Track) [4:30]
作詞：平家みちよ、作曲・編曲：はたけ
8. ワンルーム夏の恋物語 [4:25]
作詞・作曲：つんく、編曲：前嶋康明
9. 愛の力 [4:31]
作詞・作曲：つんく、編曲：AKIRA
10. 黄色いお空でBOOM BOOM BOOM 〜Michiyo Heike Version〜 [4:31]
作詞・作曲：つんく、編曲：河野伸

## 参加ミュージシャン
- はたけ - ギター,プログラミング(1～5)、ギター,ベース,プログラミング(6)、全楽器(7)
- 鮫島秀樹 - ベース(1,2)
- 向山テツ - ドラム(1)
- 高橋諭一 - アコースティックギター(1)
- 河野伸 - ピアノ,オルガン(1)、プログラミング(10)
- たいせー - タンバリン(1,2)
- 田仲玲子 - バックグラウンドボーカル(1)
- そうる透 - ドラム(2)
- 田原音彦 - ピアノ(2)
- 須藤豪 - オルガン(2)
- 濱田美和子・小口かな子 - バックグラウンドボーカル(2)
- 寺沢功一 - ベース(3,4,5)
- 樋口宗孝 - ドラム(3,4,5)
- 厚見玲衣 - キーボード(3)
- 牧穂エミ - コーラス(3,4,5)
- 小柳"cherry"昌法 - ドラム(6)
- 平家みちよ - コーラス(7)
- 前嶋康明 - プログラミング(8)
- 角田順 - ギター(8)
- つんく - コーラス(8,9,10)
- Wondabada Boys - コーラス(8)
- AKIRA - 全楽器＆ボイス(9)
- 稲葉政裕 - ギター(10)
- 入江直之 - ベース(10)
- 荒木敏男 - トランペット(10)
- 竹野昌邦 - アルトサックス(10)
- 菊地成孔 - ソプラノ＆テナーサックス(10)
- 今福健司 - パーカッション(10)
- U.M.E.D.Y. - ラップ(10)